# Samba Schutte
Samba Schutte (Nouakchott, Mauritanië, 1 februari 1983) is een Afrikaans-Nederlands stand-upcomedian, cabaretier en acteur die in 2006 de jury- en publieksprijs won op het Leids Cabaret Festival. Zijn vader komt uit Nederland, is christen en werkt in Afrika. Zijn moeder komt uit Mauritanië en is moslim. Hij is speler van The Comedy Store in Los Angeles.

## Nederland
Nadat Schutte twee jaar in Mauritanië had gewoond, verhuisde het hele gezin naar Ethiopië. In 2001 verhuisde hij naar Nederland om aan de Hogeschool voor de Kunsten in Utrecht te studeren en begon hij tevens met Engelstalige stand-upcomedy. In 2006 studeerde Schutte af met de titel “Bachelor of Theatre in Theatre and Education”. Zijn afstudeerproject heette Hekje. In datzelfde jaar deed Schutte mee aan het Leids Cabaret Festival met het programma Kun Min Woni An (Dit is wie ik ben), waarin scènes met de djembé voorkwamen, en hoewel hij beginneling in het vak was, won hij zowel de jury- als de publieksprijs.
In 2009 ging Schuttes eerste avondvullende voorstelling Hakili Jambar (de Geest van een Krijger) in première. In 2010 kondigde hij een nieuwe avondvullende voorstelling met de titel Je maintiendrai aan, maar hij voelde zich er niet klaar voor. Zijn doel was om een betere acteur en stand-upcomedian te worden en in 2009 deed Schutte mee aan de Hey Hollywood Here I Come showcase, een auditie voor buitenlandse stand-upcomedians en acteurs die voor meerdere agenten mogen laten zien wat ze kunnen. Veel agenten belden hem terug, maar niemand wilde zijn visum voor Amerika sponsoren. Hij vond na enige tijd toch een sponsor en moest in Nederland negen maanden wachten op zijn visum. Schutte zei alle boekingen van Je maintiendrai in de theaters af, zodat hij naar Los Angeles kon verhuizen.

## Los Angeles
In Los Angeles deed hij vele audities voor films en reclamespotjes. Zo speelde hij in de film I Think My Facebook Friend Is Dead, die op de internetpagina van Amazon.com de bestbekeken film was. De korte film Haleema waarin Schutte een rol speelde, werd vertoond op menig filmfestival en was de openingsfilm van de Berlinale (het filmfestival van Berlijn). Schutte speelde ook een rol in een reclamespotje van een chipsfabrikant. Tevens deed Schutte mee aan het concept Buni TV, een humoristisch digitaal videoplatform bedoeld om Afrikanen bij elkaar te brengen via het internet en op mobiele telefoons.
In januari 2013 werd Schutte uitgenodigd om op te treden tijdens de finale van de Culture Comedy Award (waar hij in 2004 de finale had gehaald maar geen prijs gekregen) en vertelde hij in interviews op radio en televisie dat hij in december 2013 terug naar Nederland ging om zijn soloprogramma Je maintiendrai te spelen.
Tijdens het theaterseizoen van 2015-2016 ging Schutte terug naar Nederland vanuit Los Angeles om een reprise van zijn laatste Nederlandse show Je maintiendrai te spelen.
In 2022 speelde Schutte de rol van Roach in de HBO Max serie Our Flag Means Death. Roach is de chef-kok op het schip The Revenge van Stede Bonnet, ook wel bekend als The Gentleman Pirate. 